# Połączenie szeregowe

Połączenie elementów elektrycznych w obwodzie: a) szeregowym, b) równoległym, c) szeregowo-równoległym

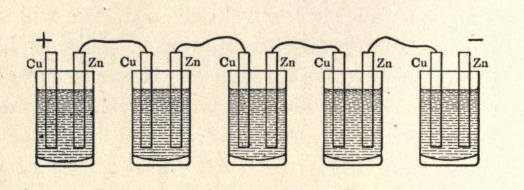
Ogniwa Daniella połączone szeregowo

Połączenie szeregowe (obwód szeregowy) jest to rodzaj połączenia elementów elektrycznych, w którym koniec jednego elementu łączy się z początkiem następnego. Połączenie takie tworzy szereg (łańcuch) elementów, w którym prąd elektryczny musi przepływać kolejno przez wszystkie elementy (natężenie prądu ma więc taką samą wartość dla wszystkich elementów w połączeniu szeregowym).

## Połączenie szeregowe rezystorów
Dla szeregowego połączenia n rezystorów można wyliczyć rezystancję wypadkową (opór wypadkowy), {\displaystyle R} jako sumę rezystancji składowych:
{\displaystyle R=R_{1}+R_{2}+R_{3}+\ldots +R_{n}.}

## Połączenie szeregowe cewek
Podobnie, dla szeregowego połączenie cewek można wyznaczyć wypadkową indukcyjność:
{\displaystyle L=L_{1}+L_{2}+L_{3}+\ldots +L_{n},}
jak również i wypadkową reaktancję indukcyjną:
{\displaystyle X_{L}=X_{L_{1}}+X_{L_{2}}+X_{L_{3}}+\ldots +X_{L_{n}},}
gdzie reaktancja indukcyjna:
{\displaystyle X_{L}={\omega L}.}

## Połączenie szeregowe kondensatorów
Dla połączenia szeregowego kondensatorów wypadkowa pojemność jest mniejsza niż najmniejsza ze składowych pojemności:
{\displaystyle {\frac {1}{C}}={\frac {1}{C_{1}}}+{\frac {1}{C_{2}}}+{\frac {1}{C_{3}}}+\ldots +{\frac {1}{C_{n}}}}
dla reaktancji pojemnościowej, ze względu na to, że:
{\displaystyle X_{C}=-{\frac {1}{\omega C}},}
mamy:
{\displaystyle X_{C}=X_{C_{1}}+X_{C_{2}}+X_{C_{3}}+\ldots +X_{C_{n}}.}

## Wypadkowa impedancja układu szeregowego
W układach szeregowych zasilanych prądem przemiennym można wyznaczyć wypadkową impedancję układu składającego się z różnych elementów (np. jak na rysunku po prawej stronie):
{\displaystyle Z={\sqrt {R^{2}+(X_{L}+X_{C})^{2}}},}
gdzie: {\displaystyle R,} {\displaystyle X_{L}} i {\displaystyle X_{C}} – wypadkowa rezystancja, reaktancja indukcyjna i reaktancja pojemnościowa układu (obliczone według wzorów podanych powyżej).